# تاريخ دمشق (كتاب)
كتاب تاريخ دمشق واسمه الكامل «تاريخ مدينة دمشق - حماها الله - وذكر فضلها، وتسمية من حلٌَها من الأماثل، أو اجتاز بنواحيها من وارديها وأهلها»
من تأليف الإمام الحافظ محّدث الشام ابن عساكر. وهو كتاب ضخم يقع في حوالي ثمانين مجلّدًا. ويعتبر من أكبر وأضخم وأهم المؤلفات في تاريخ الإسلام. تناول فيه المؤلف تاريخ مدينة دمشق، وتكلّم في تراجم الأعيان والرواة ومروياتهم من كل من سكن أو جاور أو مرّ بمدينة دمشق. وترجم لعدد هائل من الأعلام في تاريخ الإسلام منذ ظهوره إلى ما قبل وفاة المؤلف. وهو مصنف على نسق كتاب تاريخ بغداد والذي ألّفه الخطيب البغدادي.
وقد قالوا: إنه يقصر العمر عن أن يجمع الإنسان فيه مثل هذا الكتاب.
قال ابن خلكان: قال لي شيخنا الحافظ زكي الدين عبد العظيم وقد جرى ذكر هذا التاريخ وطال الحديث في أمره: (ما أظن هذا الرجل إلا عزم على وضع هذا التاريخ من يوم عقل على نفسه وشرع في الجمع من ذلك الوقت وإلا فالعمر يقصر عن أن يجمع الإنسان مثل هذا الكتاب).
ولهذا الكتاب قيمة أدبية كبرى - إلى جانب قيمته التاريخية - لعنايته بتراجم الشعراء وذكر أخبارهم وأشعارهم.
وقيل إن المؤلف كاد أن ينصرف عن إنجازه وإتمامه، لولا أن خبر هذا الكتاب تناهى إلى أسماع «نور الدين محمود» ملك دمشق وحلب فبعث إلى الحافظ ابن عساكر يشحذ همته ويقوي من عزيمته، فعاد إلى الكتاب وأتمه سنة (559هـ = 1163)، ثم قام ولده القاسم بتنقيحه وترتيبه في صورته النهائية تحت بصر أبيه وعنايته، حتى إذا فرغ منه سنة 565هـ = 1169 قرأه على أبيه قراءة أخيرة، فكان يضيف شيئًا، أو يستدرك أمرًا فاته، أو يصوب خلطًا، أو يحذف ما يراه غير مناسب أو يقدم موضعًا أو يؤخر مسألة، حتى أصبح على الصورة التي نراها الآن بين أيدينا تحفة الكتب في تاريخ المدن.
نهض مجمع اللغة العربية بدمشق بتحقيقه، فأنشأ لجنة لذلك عام 1973 بإشراف الدكتور شكري فيصل، ولا يزال العمل قائمًا فيه، وحققت الباحثة سكينة الشهابي وحدَها قرابة أربعين مجلدًا من أجزائه.
وللكتاب أذيال ومختصرات كثيرة من أهمِّها كتاب «مختصر تاريخ دمشق» لابن منظور، صدر عن دار الفكر بدمشق، بتحقيق عدد من الباحثين، منهم: سكينة الشهابي وإبراهيم الزيبق وأحمد سليم الحمَّامي.